# Lambert de Briaerde
Lambert de Briaerde (vers 1490-1557) est un jurisconsulte et diplomate du XVIe siècle. Il effectue toute sa carrière dans l'entourage de Charles Quint et termine celle-ci en tant que président du Grand conseil des Pays-Bas à Malines, la plus grande juridiction du pays à l'époque.

## Biographie
Lambert de Briaerde (ou Briarde, Bryaerde, Bryarde) nait à Dunkerque vers 1490. Il est le fils d'André ou Andrieu de Briaerde, écuyer, seigneur de la Coye, sur la paroisse d'Hardifort (châtellenie de Cassel) et de Marie d'Éperlecques, morte et enterrée à Dunkerque en 1512.
Il est le frère d'Antoine de Briaerde, plusieurs fois bourgmestre de Dunkerque et vice-amiral des Flandres. Son autre frère Charles a été grand bailli de la châtellenie de Cassel (famille de Briaerde).
Il fait des études de droit, jusqu'à obtenir le grade de docteur en droit à Louvain et se voue entièrement à cette pratique.
Ses alliances de famille, ses succès de barreau et la considération dont il jouit ne tardent pas à attirer l'attention de l'empereur Charles Quint.
Toute sa carrière va se dérouler dans l'entourage de l'empereur.
Il est seigneur de Liezele qu'il achète avec sa femme Marguerite Micault le 24 décembre 1549 à Jean de Locquenghien, chevalier. La propriété se compose d'un manoir avec jardin et trois bonniers de terre (environ 3 hectares). Il est dit « Maître Lambert de Briaerde, chevalier ». Plus tard, après la mort de Lambert, sa veuve va racheter les droits du souverain afin que le village possède toute la justice seigneuriale, ainsi que les droits du souverain dans les cens payés par les habitants du village. Puis elle accorde à Liezele une charte lui donnant le droit de désigner des échevins et donc une certaine autonomie communale (Commune Moyen-Âge).
Il rencontre Érasme vers 1531.
Il meurt à Malines le 10 octobre 1557. Il est enterré avec sa deuxième épouse dans l'église Saint-Jean de la ville, plus précisément dans la chapelle du Saint-Sacrement, dont il avait commandé la construction en 1548.
Son tombeau, orné de ses armes porte l'inscription suivante : 

« Cy gist noble homme, messire Lambert de Briarde, chevalier, président du grand conseil à Malines, qui trespassa, le dixiesme d'Octobre XVcLVII. Et Dame Marguerite Micault, sa compaigne, laquelle décéda le XXV d'Octobre XVcXCVI. ».

## Carrière
L'empereur le fait chevalier.
Il nomme Lambert de Briaerde conseiller maître des requêtes au Grand conseil des Pays-Bas à Malines par patente du 1er janvier 1521. Il succède à Jean van der Leyden.
Lambert de Briaerde s'acquitte avec efficacité des devoirs de sa charge. Il est envoyé en mission à Cambrai en 1529.
En 1531, il devient membre du Conseil privé de l'empereur.
Peu de temps après, le 27 novembre 1532, il succède à Nicolaus Everardi en tant que président du Grand conseil des Pays-bas. Il en est le 4e président et remplit cette fonction pendant plusieurs années en donnant toute satisfaction. Il dirige ainsi la suprême juridiction des Pays-Bas
Charles Quint le tient en haute estime et apprécie ses avis au point de le consulter ainsi que de le faire assister à tous les conseils qu'il tient dans les Pays-Bas.
Lambert de Briaerde se voit également confier des missions de confiance par l'empereur et/ou la gouvernante des pays-Bas espagnols Marie de Hongrie.
En 1533, Lambert de Briaerde est envoyé avec le légat du Pape et le secrétaire de l'empereur auprès des princes protestants d'Allemagne afin de leur faire abandonner les doctrines de Luther et de les ramener aux décisions du dernier concile général. Le succès de la mission demeure très relatif mais la réputation de diplomate habile de Lambert n'en souffre pas. Lambert va rédiger un long compte-rendu de sa mission. Il reçoit 750 livres pour cette tâche qui le conduit en Allemagne, puis en Italie et enfin en Espagne pour rencontrer Charles Quint.
En fin d'année 1538, Marie de Hongrie charge Lambert de se rendre à Gand avec Adolphe de Beveren pour ramener le calme dans la ville, obtenir que les révoltés reviennent dans l'obéissance à leur souverain, que la ville accepte de payer les impôts, enfin pour recueillir des informations sur les rebelles. Les troubles vont néanmoins persister et en 1539 l'empereur devra aller sur place pour régler le problème (Révolte de Gand de 1539). Lambert va recevoir des gratifications spécifiques pour cette mission : Marie de Hongrie lui verse un dédommagement pour chaque jour passé à Gand, 58 au total, soit 348 livres qui s'ajoutent à ses gages et traitements ordinaires. De même, Charles Quint exprime sa reconnaissance à « Messire Lambert de Briaerde » à cause des « labeurs et diligences » qu'il a faits au service du souverain durant les « émotions de Gand et de Flandre », du long séjour qui a du être le sien, pour connaitre des « délits, offenses, emprises et autres rebellions » commis en ces lieux et lui accorde une gratification de 600 livres, qui s'ajoute à ses gages et traitements ordinaires.
En 1555, Lambert de Briaerde fait partie de la délégation de l'empereur chargée de discuter des possibilités de paix avec les ambassadeurs français sous la médiation de la reine d'Angleterre Marie Ire à Marck,.
L'historiographie ancienne, notamment belge (Jean-François Foppens, Antoine Sandérus, Jean-Noël Paquot,...), fait de Lambert de Briaerde un des plus grands magistrats de son époque, en même temps qu'un homme très savant. Érasme et ses amis le tenaient en haute estime.
Lambert de Briaerde, dont la santé se détériore depuis un bon moment, se désiste en 1556, un an avant sa mort, de la présidence du Grand conseil de Malines, après en avoir assumé la fonction pendant vingt-quatre ans. Nicolas II Everardi lui succède en tant que président de l'autorité juridique suprême des Pays-Bas.
Joseph Kervyn de Lettenhove possédait en 1860 des archives relatives à Lambert de Briaerde, dont des courriers reçus par lui ou envoyés par lui.
Un auteur le dit chevalier de l'Ordre de la Toison d'or, mais cette affirmation n'est pas confirmée par les autres sources.

## Œuvres
Lambert de Briaerde s'est fait connaitre non seulement pour ses talents de diplomate mais également pour sa science en tant que jurisconsulte. Il est l'auteur de différents écrits encore consultés au XVIIe siècle, comme ses Concilia sive responsa juris (Conseils ou réponses en droit). Il serait un des précurseurs dans ce domaine pour la région. Il est en outre l'auteur d'un traité sur le mode de procédure à suivre suivant le droit applicable (droit civil, droit criminel, etc.). L'ouvrage parut après sa mort en 1562 porte le titre :
Tractaet hoe en in wat manieren dat men dispositie van geschreven rechten sculdich is en behoort te procederen in accien, personel, criminele, reele, mixte, ende ook in beneficialibus; gemaect by M. Lambrecht de Royaerde, riddere, en in siner tyd president van den grooten rade van Mechelen, Anvers, 1562.
L'ouvrage se veut utilisable également pour les procès devant le Parlement de Paris comme devant les Parlements de province. L'auteur fonde chaque article sur la législation et la jurisprudence.
Rédigé en flamand, ce qui est peu courant à l'époque, il contient néanmoins des remarques et des paragraphes entiers en latin.

## Mariage et descendance
Lambert de Briaerde prend pour première femme Marie Hanneton, fille de Philippe et de Marguerite Numan. Philippe Hanneton était chevalier, trésorier de l'ordre de la Toison d'or, audiencier et secrétaire d'État de Maximilien et de Philippe le Beau, garde des chartes de Flandre déposées au château de Lille.
Il épouse ensuite à Dunkerque le 26 mai 1526 Marguerite Micault (Famille Micault). Elle est la fille de Jean Micault, seigneur d'Oostertyn, trésorier de l'ordre de la Toison d'or et de Liévine Catz van Welle. Elle meurt le 26 octobre 1596.
Lambert de Briaerde a eu pour enfants :
- Nicolas, né du premier mariage, seigneur de Liezele qu'il relève après la mort de son père le 31 décembre 1557[23], grand bailli des ville et châtellenie de Bergues en 1557. Il refuse de s'astreindre à l'obligation de résidence et ne peut conserver le poste. Entre 1567 et 1575, il est plusieurs fois bourgmestre du Franc de Bruges. On le retrouve en 1575 échevin du quartier nord de la ville. Pendant les troubles qui vont mener à la révolte des Pays-Bas contre l'Espagne (guerre de Quatre-Vingts Ans), il se réfugie à Courtrai où il meurt en 1580 ou 1581. Il a pris pour femme en 1557 Adrienne de Duernaghele, fille de Jean, seigneur de Vroyland et de Zeghershove, mort en 1569 et de Marie Taeyspil. Le couple a eu huit enfants : six morts en bas âge et deux filles[24].
- Une fille mariée à N. Taeyspil.
- Liévine, née le 11 juillet 1528, prend pour mari le 29 août 1545 ou 1549 Gilbert de Bronchorst, chevalier, seigneur de Schooten. Il meurt à Malines en 1575 et elle décède dans la même ville le 2 avril 1577. Elle est inhumée dans l'église Saint-Jean comme son grand-père[3].

## Armes
Armes : « D'argent, à trois cors de chasse de sable, liés de gueules, virolés d'or, les embouchures à senestre ; à la bordure engrêlée de gueules>».
Cimier : « Un cerf issant au naturel, le massacre d'or ».